# Masacre de la abadía de las Ardenas

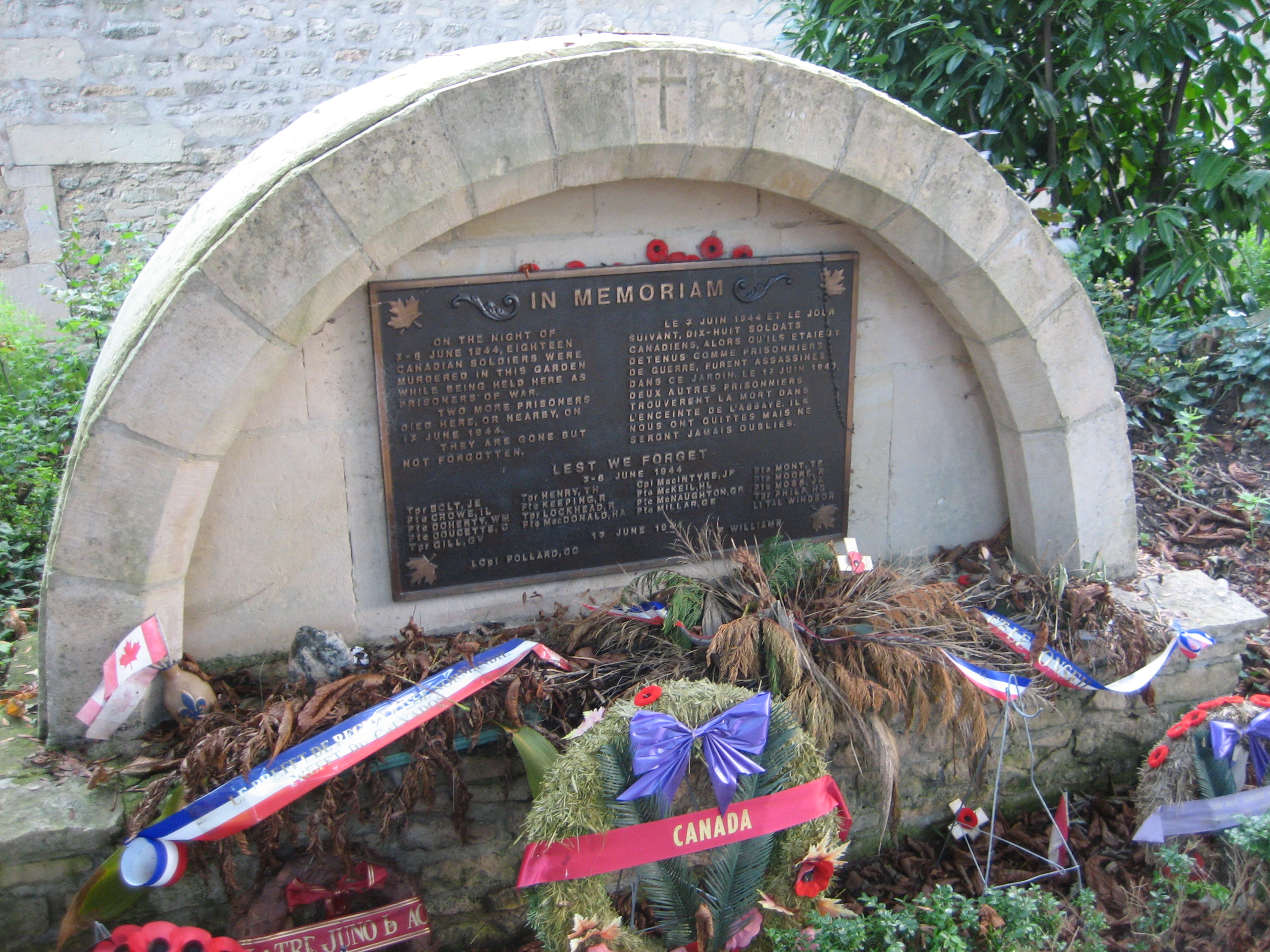
Monumento en memoria de los 20 soldados canadienses asesinados por las SS en el jardín de la Abadía.

La masacre de la Abadía de las Ardenas ocurrió durante la Batalla de Normandía en la Abadía de las Ardenas, un monasterio premonstratense en Saint-Germain-la-Blanche-Herbe, cerca de Caen, Francia. En junio de 1944, 20 soldados canadienses fueron masacrados en un jardín de la abadía por miembros de la 12.ª División Panzer SS Hitlerjugend durante varios días y semanas. Esto fue parte de las Masacres de Normandía, una serie de matanzas dispersas durante las cuales hasta 156 prisioneros de guerra canadienses fueron asesinados por soldados de la 12.ª División Panzer SS durante la Batalla de Normandía. Los perpetradores de la masacre, miembros de la 12.ª División Panzer SS, eran conocidos por su fanatismo, la mayoría provenientes de las Juventudes Hitlerianas.

## Descripción
Durante la Campaña de Normandía, el Standartenführer de las Waffen-SS Kurt Meyer, comandante de la 12.ª División Panzer SS Hitlerjugend, utilizó la Abbaye d'Ardenne como cuartel general de su regimiento, ya que sus torres daban una visión clara del campo de batalla. En junio de 1944, en la abadía, 20 soldados canadienses fueron asesinados por miembros de la 12.ª SS División Panzer Hitlerjugend.
Tanto el método mediante el cual se llevaron a cabo los asesinatos como quién es el culpable siguen siendo puntos de controversia. Sin embargo, algunos hechos básicos son ciertos. Durante la tarde del 7 de junio, 11 prisioneros de guerra canadienses, soldados de los Highlanders del Norte de Nueva Escocia y del 27.º Regimiento Blindado (Regimiento de Fusileros Sherbrooke), recibieron disparos en la nuca. Esto fue una violación de los Convenios de Ginebra (de los cuales Alemania era signataria) y por lo tanto estas acciones constituyeron un crimen de guerra. Específicamente la Convención de Ginebra relativa al Tratamiento debido a los Prisioneros de Guerra estipula en la Parte I: Disposiciones Generales - Art. 2. que los prisioneros de guerra «están en poder del gobierno hostil, pero no de los individuos o la formación que los capturó. En todo momento serán tratados y protegidos humanamente, en particular contra actos de violencia, insultos y curiosidad pública. Medidas están prohibidas las represalias contra ellos».
Meyer fue declarado culpable de incitar a sus tropas a cometer asesinatos y de ser responsable como comandante de las matanzas en Abbaye; fue absuelto del segundo y tercer cargo. Condenado a muerte el 28 de diciembre de 1945, su sentencia fue conmutada por cadena perpetua el 14 de enero de 1946. Después de cumplir casi nueve años de prisión, Meyer fue puesto en libertad el 7 de septiembre de 1954.

## Los prisioneros
De los montañeses del norte de Nueva Escocia estaban:
- Soldado Iván Crowe
- Soldado Charles Doucette
- Cabo Joseph MacIntyre
- Mantenimiento privado de Reginald
- Soldado James Moss

Del 27.º Regimiento Blindado (Regimiento de Fusileros de Sherbrooke) estaban:
- Soldado James Bolt
- Soldado George Gill
- Soldado Thomas Henry
- Soldado Roger Lockhead
- Soldado Harold Philp
- Teniente Thomas Windsor

Al día siguiente, 8 de junio, también fueron asesinados siete prisioneros de guerra más de los montañeses del norte de Nueva Escocia:
- Soldado Walter Doherty
- Soldado Hollis McKeil
- Soldado Hugh MacDonald
- Soldado George McNaughton
- Soldado George Millar
- Soldado Thomas Mont
- Soldado Raymond Moore

El 17 de junio, también se creía que dos soldados canadienses más, el teniente Frederick Williams y el cabo George Pollard, habían muerto en Abbaye o sus alrededores. Ambos soldados «habían estado patrullando en busca de tanques alemanes inutilizados cerca de Buron y desaparecieron. Se sabe que dos prisioneros de guerra canadienses heridos fueron evacuados por los alemanes al puesto de primeros auxilios de la abadía el 17 de junio. Más tarde, los testigos informaron haber escuchado disparos en el cerca de la abadía en dos momentos diferentes ese día».

## Memorias
El 6 de junio de 1984 se inauguró un monumento en el jardín de la Abadía. Después de los nombres de los asesinados, una inscripción dice:

En la noche del 7 al 8 de junio de 1944, 18 soldados canadienses fueron asesinados en este jardín mientras permanecían aquí prisioneros de guerra. Dos prisioneros más murieron aquí o cerca el 17 de junio. Se han ido, pero no olvidados.